# Olbus sparassoides
Olbus sparassoides är en spindelart som först beskrevs av Hercule Nicolet 1849.  Olbus sparassoides ingår i släktet Olbus och familjen flinkspindlar. Inga underarter finns listade i Catalogue of Life.